# Zilairskij rajon
Lo Zilairskij rajon (in russo Зилаирский район?) è un municipal'nyj rajon della Repubblica della Baschiria, nella Russia europea.